# بين المحبين
بين المحبين أغنية شهيرة من التراث العدني الأصيل. قام بكتابة كلماتها الشاعر المعروف ثابت القيسي، وهي من أولى الأغاني التي أُذيعت في الإذاعة، مما أدى إلى شهرتها، ومن أوائل من غناها المطرب الراحل سلمان سليم الذي غناها عام 1947 على إذاعة صوت اليمن، ومن بعده غناها الكثير من الفنانين مثل المطرب الراحل يوسف المطرف، والفنان بنيان البذالي، وأخيراً المطرب عبد العزيز الضويحي، الذي ضمها إلى ألبومه الغنائي الجديد عام 2007.
بل هي من كلمات الراحل حسين أبوبكر المحظار. ووردت للاثبات في ديوانه. وهي من فن الدان الحضرمي. أول من غناها بن بريك ومرسال...... واشتهرت بين الفنانين في جزيرة العرب لشاعريتها وعذوبة كلماتا ولحنها